# 17 thermidor
17 messidor 17 fructidor
Le septidi 17 thermidor, officiellement dénommé jour du lin, est le 317e jour de l'année du calendrier républicain.
C'était généralement le 4e jour du mois d'août dans le calendrier grégorien.